# گورنگی ریبنیک
گورنگی ریبنیک (به لاتین: Gornji Ribnik) یک منطقهٔ مسکونی در بوسنی و هرزگوین است که در Ribnik, Bosnia and Herzegovina واقع شده‌است.